# روبرت لاتيمر
روبرت لاتيمر هو فلاح كندي، ولد في 13 مارس 1953.